# Пат Бун
Пат Бун (на английски: Pat Boone), с пълно име Чарлс Ю̀джийн Бун (на английски: Charles Eugene Boone), роден на 1 юни 1934 г. в Джаксънвил, Флорида, е известен американски певец.
Той е единственият от поп-изпълнителите от 1950-те години, съперничещ си в САЩ по популярност с Елвис Пресли. Притежаващ кадифен глас и мек маниер на пеене, Пат Бун не веднъж оглавява Billboard Hot 100.
Сред неговите най-известни хитове са „Ain’t That a Shame“ (1955), „I Almost Lost My Mind“ (1956), „Don’t Forbid Me“ (1957) и „April Love“ (1957), всеки от които е бил на върха в класациите.
В течение на 30 години (започвайки от 1957 г.) 17 албума на Бун са включвани в Billboard 200.
Като фен на баскетбола Бун е собственик на 2 баскетболни отбора – „Куга Мугас“ в Холивуд (Лос Анджелис) и „Оукланд Оукс“ в Оукланд, щ. Калифорния.